# VII Благороден и лоялен Клавдиев легион
VII Благороден и лоялен Клавдиев легион (Legio VII Claudia) e римски легион, съставен през 58 пр.н.е. от Юлий Цезар и от Октавиан през 44 пр.н.е. наново формиран. Неговите символи са бик и лъв.
Легионът участва с Цезар в битките в Галия през 58 пр.н.е. През 56 и 55 пр.н.е. Legio VII участва в инвазията на Цезар в Британия през 48 пр.н.е. в битката при Фарсала.
Първият лагер на VII легион е на Балкана[ неясно? ], през 9 г. е преместен в далматинския
Тилуриум.
По време на бунта на далматинския управител Луций Арунций Камил Скрибониан през 42 г. легионът подкрепя император Клавдий и получава името Клавдиев (Claudia). За неговата вярност легионът печели наименованието  „pia fidelis“ („знаещ задълженията си и верен“).
През 56/57 г. лагерът на легиона е преместен в Мизия. През гражданската война 68/69 г. Legio VII подкрепя Веспасиан и е преместен за последно в лагер Виминациум в Горна Мизия.
От 98 до 101 г. легионът участва в подготовките за дакийските войни на Траян. Легионът строи например изкуствения път през скалистия бряг на Джердап и прави корабоплавателен канал на катарактите на Желязната врата. Във войната против даките през 101/102 г. легионът се бие под командването на комендантът им Луций Миниций Наталис. В последвалата втора дакийска война през 105 г. легионът се бие активно. Части на VII легион участват в строежа на Траяновия Дунавски мост от 103 до 105 г. от архитект Аполодор от Дамаск и на крепостта от Дробета.
Тиберий Клавдий Максим служи в Legio VII във Виминациум като конник по времето на императорите Домициан и при Траян като explorator към края на войната открива скривалището на бягащия цар na даките Децебал и го залавя. След самоубийството на Децебал, той занася главата му на император Траян в Ранисторум и е повишен в decurio.
До края на 4 век легионът се намира на река Дунав.